# Seldinger-Technik

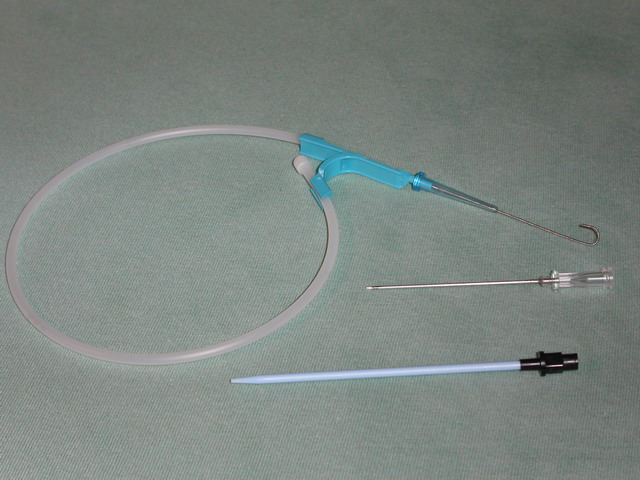
Seldinger-Draht mit Punktionskanüle und Dilatator

Die Seldingertechnik oder Seldinger-Methode ist eine Methode zur Punktion von Blutgefäßen zum Zweck der Katheterisierung. Sie wurde 1953 von dem schwedischen Radiologen Sven-Ivar Seldinger entwickelt, um Angiographie-Katheter in Blutgefäße einzubringen. Sie wird unter anderem bei der Arteriografie und der Koronarangiographie verwendet, aber auch beim Legen von arteriellen und zentralvenösen Zugängen.

## Eigenschaften des Seldinger-Drahtes
Der Seldinger-Draht besteht aus einem sehr eng schraubig gewundenen Stahldraht. Durch die Windungen ist er sehr flexibel. Oft ist die Spitze halbkreisförmig zurückgebogen (J-Form), um eine Perforation der Gefäßwand von innen zu vermeiden. Längere Seldinger-Drähte sind zur besseren Handhabung in einen kreisförmig gebogenen Kunststoffschlauch eingescheidet.

## Vorgehen

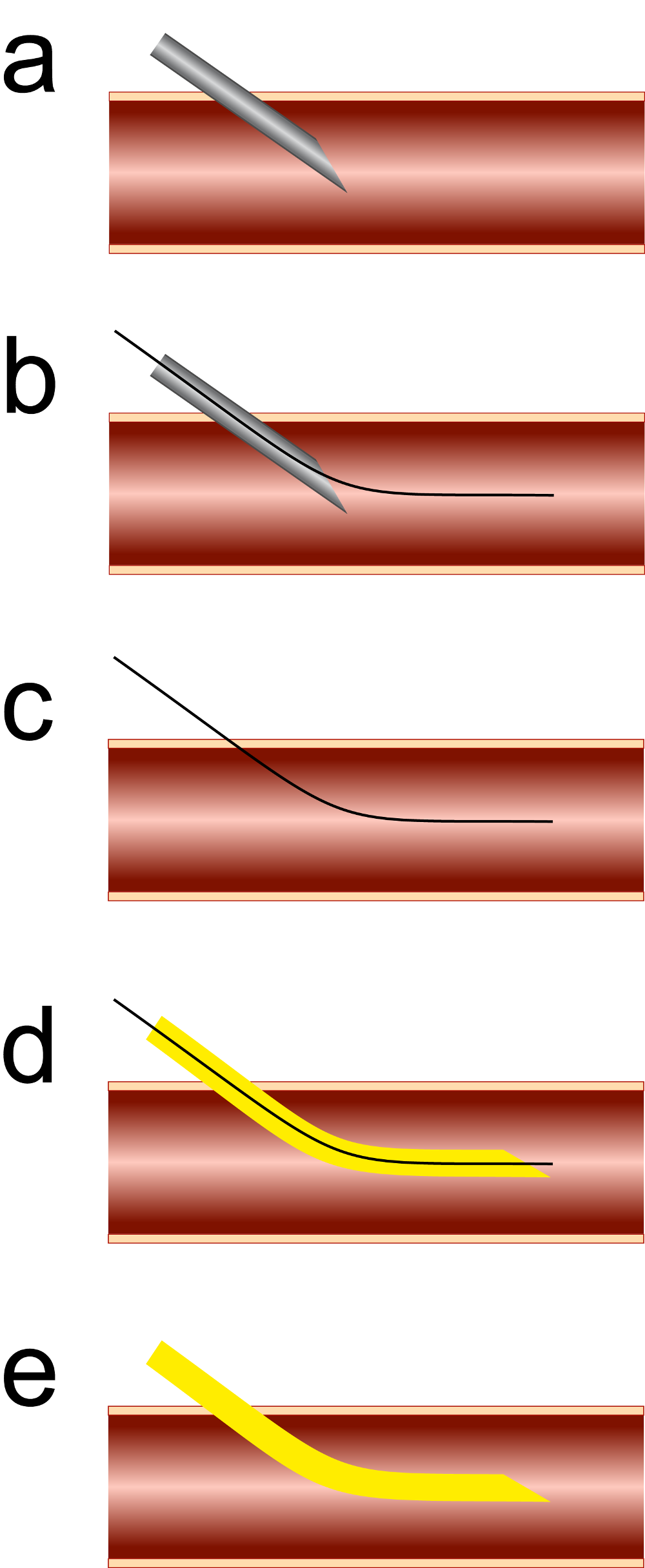
Schematische Darstellung der Seldinger-Technik. Über eine Punktionskanüle wird der Seldinger-Draht eingeführt (b). Über den liegenden Draht kann nach Entfernung der Kanüle z. B. ein Katheter vorgeschoben werden (d). Anschließend wird der Draht entfernt (e).

Die Patientenlagerung erfolgt in Abhängigkeit vom zu punktierenden Gefäß, in den allermeisten Fällen in Rückenlage. Die Einstichregion wird zunächst mit einem Hautantiseptikum behandelt, dann mittels Lochtuch abgedeckt. Sodann erfolgt die Infiltration mittels Lokalanästhetikum. Das Gefäß wird an der entsprechenden Stelle (z. B. am Hals oder am Arm) mit einer Punktionskanüle punktiert. Die Lage im Blutgefäß (intravasale Lage) wird durch Blutfüllung im hinteren Teil der Kanüle erkennbar.
Nach Entfernen des Mandrin wird über die nun im Blutgefäß liegende Kanüle ein Führungsdraht vorgeschoben. Dies erfolgt in vielen Fällen unter Durchleuchtung, um die Lage des Drahtes verfolgen zu können. Anschließend wird unter Fixierung des Führungsdrahtes die Punktionskanüle entfernt. Dabei ist das Gefäß an der Einstichstelle zu komprimieren und streng darauf zu achten, dass die Position des Drahtes unverändert bleibt.
Je nach Kaliber des einzubringenden Katheters (bzw. Drains oder der Schleuse) muss zuvor mittels Dilatator der Stichkanal aufgedehnt werden, um die Einführung zu erleichtern. Danach wird die Schleuse oder der Katheter (z. B. ZVK) über den Draht an seine Zielposition vorgeschoben. Anschließend wird der Führungsdraht entfernt und die Schleuse (bzw. Katheter oder Drain) nochmals durchgespült.
Die Seldinger-Technik wird bis heute zur Anlage von arteriellen Gefäßzugängen und zentralen Venenkathetern verwendet. Die Technik kommt aber auch bei der Punktion anderer anatomischer Strukturen zum Einsatz (z. B. Darstellung der Gallenwege, Abszessdrainage u. a.).

## Komplikationen
- Fehlpunktion: Die Punktionskanüle liegt nicht in der Zielstruktur (im Zielgefäß). Entweder liegt sie im subcutanen Fettgewebe, im Bindegewebe in einem anderen Gefäß, in einem benachbarten Nerven oder Organ.
- Blutung: Durch die Kanüle kann das Zielgefäß verletzt werden, wobei es vor allem bei arteriellen Punktionen zu Blutungen kommen kann. Die Blutung kann zunächst unentdeckt bleiben und sich erst Stunden später durch hämodynamische Instabilität zeigen.
- Dissektion: Beim Vorschieben der Kanüle oder des Führungsdrahtes kann die Gefäßwand gespalten werden und der Katheter innerhalb der Gefäßwand vorgeschoben werden. Dies wird als iatrogene Dissektion bezeichnet. Zur Vermeidung dieser Komplikation wird ein Führungsdraht mit besonders weicher Spitze, zumeist ein Bentson-Draht, verwendet.
- Gefäßverschluss: Aufgrund der Gefäßwandverletzung kann eine Thrombose entstehen. Diese kann lokal zum Verschluss führen. Es ist jedoch möglich, dass der Thrombus im Fall einer Arterie in die Peripherie verschleppt wird und dort einen peripheren embolischen Verschluss bewirkt. Im Fall einer Vene ist die Verschleppung nach zentral möglich, der Thrombus bleibt in einer Pulmonalarterie hängen, es kommt zur Pulmonalembolie. Schließlich kann auch eine Dissektion eines Gefäßes zum vollständigen Verschluss führen.
- Nerven- und Organverletzung: Im Fall einer Fehlpunktion können danebenliegende Nerven oder Organe verletzt werden.